# Melinis tanatricha
Melinis tanatricha là một loài thực vật có hoa trong họ Hòa thảo. Loài này được (Rendle) Zizka mô tả khoa học đầu tiên năm 1988.